# 銀杏髷
銀杏髷（いちょうまげ）とは江戸時代を通して最も一般的だった男性の髪形を指す。銀杏頭とも。また女性の島田髷のバリエーションにも同名のものがある。
時代劇など後世の創作では銀杏髷が「ちょんまげ」とも呼ばれるが、本来の「丁髷」は髪の少ない老人などが結う貧相な髷を指し、形が異なる。
月代（さかやき）を剃り、髻（たぶさ、もとどり）を作って頭頂部に向けて折り返しその先（刷毛先）を銀杏の葉のように広げたもの（広げない場合も多い）。身分や職業によって結い方に特徴がある。

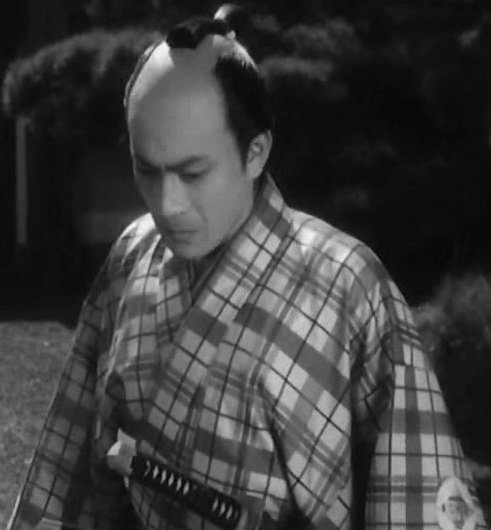
「西鶴一代女」勝之助役の三船敏郎1952年

## 武家の銀杏髷
武家の男髷の特徴は、髷が長く、月代は狭く側頭部の生え際（小鬢）を自然のままに残す、髱は、ひっつめて質実剛健な感じにすること。ただし、任務の都合上、町人に変装することもある町奉行所や町方取締部署に所属する与力、同心などには町人と同じように生え際をまっすぐにそり落とすものもいて、「江戸の三男」（えどのさんおとこ）にふさわしい粋な人物が多かったらしい。
野暮の代名詞である「浅黄裏」をはじめ、一部のしゃれ者を除いた武士の多くには大銀杏が好まれた。髷尻と呼ばれる髷の折り返しの元の部分が後頭部より後ろに真っ直ぐ出っ張っているのが特徴で、町人の銀杏髷より髷が長く、髷先は頭頂部に触れるくらいで刷毛先はほとんどつぶれない。なかでも野暮ったい田舎の藩主などは頭頂部より前にのめりだすような、まるで蒲鉾をくっつけた状態の太長い髷をこれ見よがしに結うものもいた。髱はぴったりと撫で付けられている。
武士ではあるが、町人の中に住まって犯罪捜査に従事する「不浄役人」の与力はもっと町方風の粋な銀杏髷を結っている。髷尻が短く髷自体も短くて細い。髷先を軽く広げ月代の広いサッパリとした「細刷毛小銀杏」がそれで、町人とも武士とも見分けがつきにくい（現代でいう、私服姿の捜査員である）。同じ街中で暮らすにしても浪人などは月代をきれいに剃らず節約のため五分刈り状態で伸ばしていた。髱にはわずかにふくらみを持たせる。

## 町人の銀杏髷
いわゆる「江戸っ子」は髪形に気を使っていて、散髪屋に足しげく通ったために散髪屋が社交場になるほどだった。彼らの好みはやはり「小銀杏」だが、ここでも職業によって微妙に違いが見られる。
商人は客商売ということもあってか、小さな控えめな髷を結った。正面からはちらりとしか見えない髷先などは頭から落ちかけているような状態で、髷尻もぽっちりとして短く小さい。一方その息子の若旦那などは細く優美な本多髷を好んでゆった。
一方、伝法肌の職人は、髷尻短く反りあがり、全体に太短い髷は先を散らして男っぽく結い上げる。逆にすっきりした髷が好みの職人は細い髷にして刷毛先を粋にちょっと曲げてみたりなどもした。髱は、袋付と言って、下に膨らませる場合が多かった。

## 少女の銀杏髷
6～8歳くらいまでは少女も芥子坊主だが、これを過ぎると髪の毛を伸ばし始める。十分に伸びて結綿、桃割れや稚児髷を結える様になるまでの間、少女も銀杏髷や銀杏崩し（関西では「竹の節」と呼ばれる）を結う（おたばこぼんの場合もある）。この髪型の間は眉を剃る。

## 手古舞の髪型
現在は祭りで若い女性が扮する場合が多い手古舞は元々は芸者の男装に由来。前髪は膨らませず、中央で分けて左右に振り分ける。髷は非常に太く、刷毛先を非常に太く膨らませる。それ以外は女性的な感じも残してある。